# Charles Fenno Jacobs

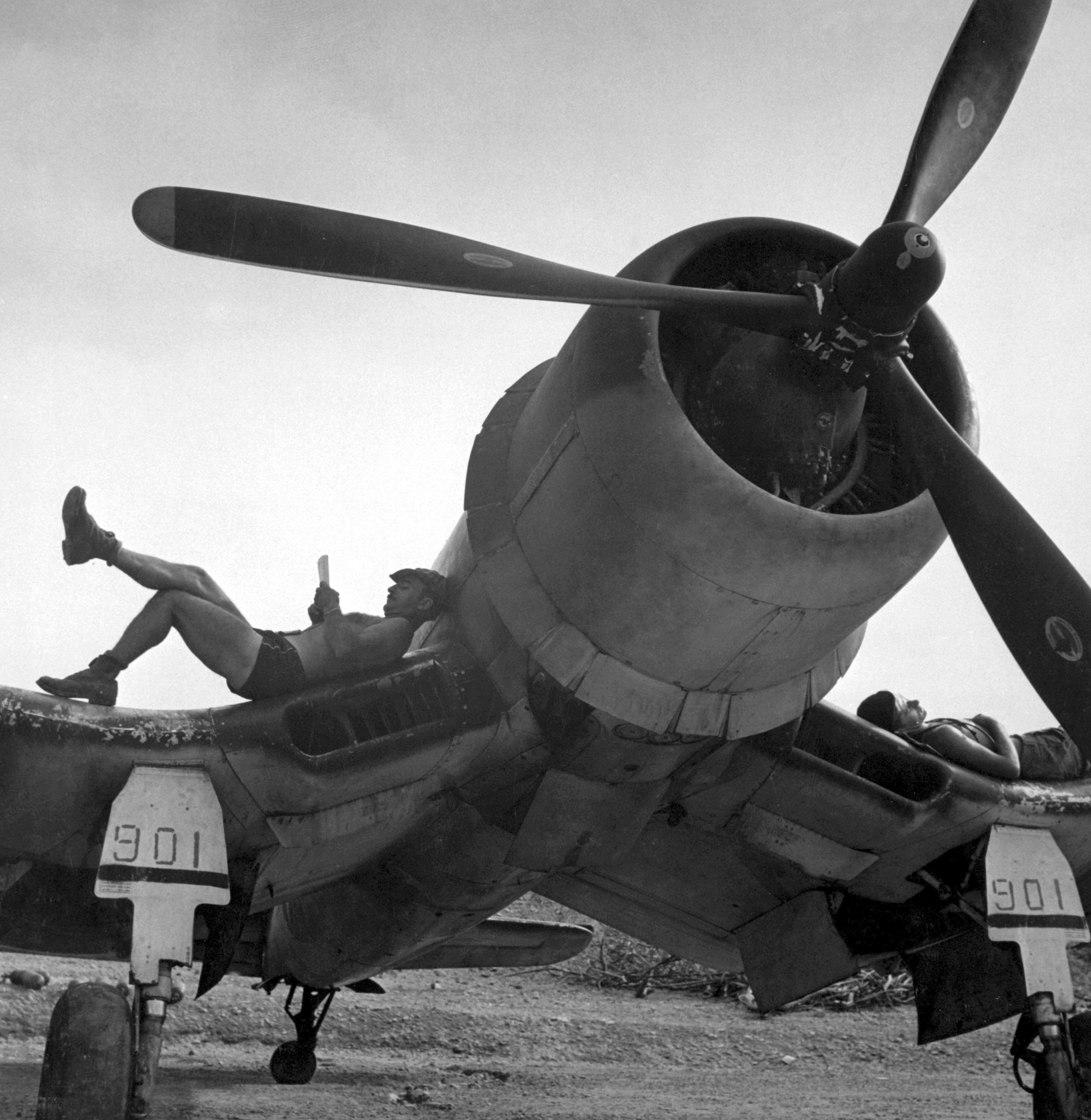
Voják stíhací letky VMF-222 odpočívá mezi útoky na Vought F4U Corsair na Bougainville, Šalomounovy ostrovy, duben 1944

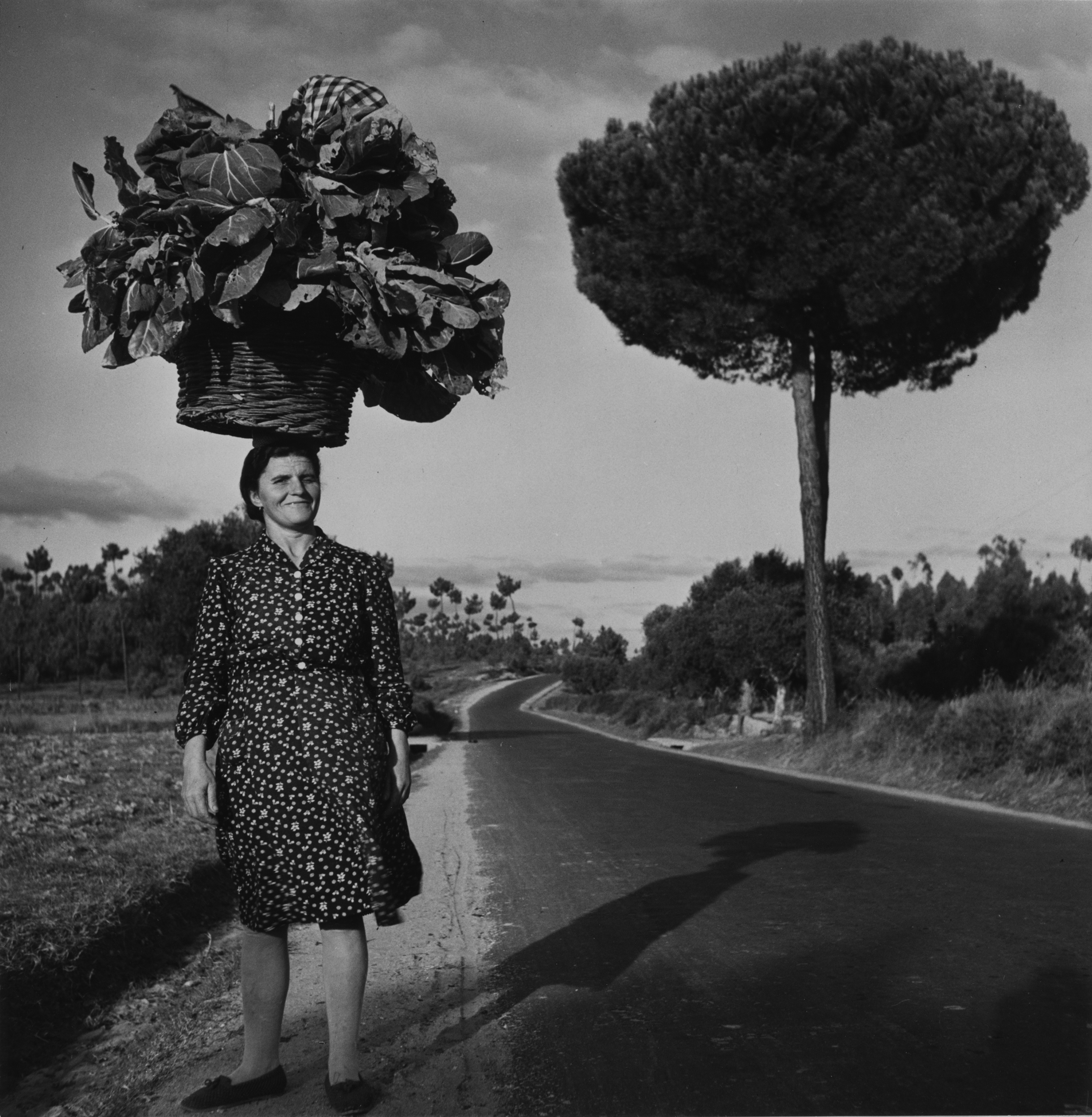
Selka nese na hlavě koš se zeleninou, cca 1948-1955

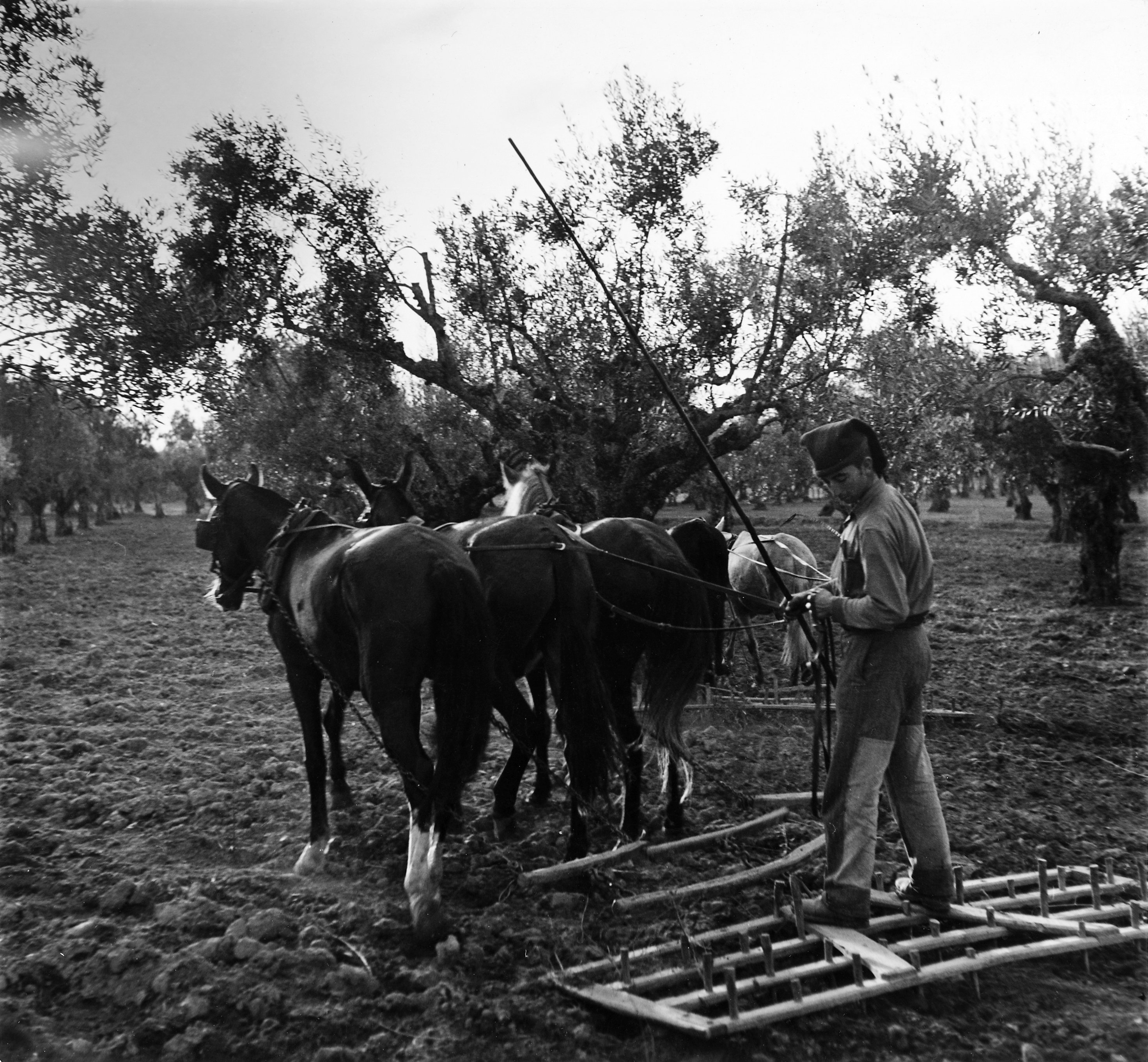
Chlapec připravuje zem na výsadbu pšenice; půda je tvrdá a brány musí táhnout tři koně, Barquinha, cca 1948-1955

Charles Fenno Jacobs (14. prosince 1904, Waltham, Massachusetts – 27. června 1974 Englewood, New Jersey) byl americký fotograf, který během druhé světové války pracoval pro Fotografický útvar letectva vojenských námořních sil (Naval Aviation Photographic Unit), který vedl Edward Steichen.

## Životopis
Narodil se ve Walthamu v Massachusetts 14. prosince 1904.
Svou kariéru fotografa zahájil fotografováním nemovitostí na prodej. Díky svému talentu a „drzosti“ se stal fotografem časopisů Time. Cestoval jako fotograf v celé Jižní Americe a Spojených státech, obrázky z cest publikoval v časopisech Life, National Geographic, U.S. Camera a Fortune. Některé jeho známé fotografie jsou z květinového trhu v Mexico City, agávového pole, slavný snímek bolivijského batolete na zádech matky nebo snímky z banánových plantáží.
Krátce poté, co Japonsko zaútočilo na Pearl Harbor přijal Jacobse Edward Steichen do Fotografického útvaru letectva vojenských námořních sil. Tato skupina dokumentovala a propagovala svou činnost v oblasti letectví a Steichen do ní přijímal ty nejtalentovanější fotografy. Do roku 1941 Jacobs měl reputaci fotografa pracujícího pro časopis Life, Fortune a USA Camera a krátce pracoval také pro Farm Security Administration. Jacobs, stejně jako ostatní fotografové v Naval Aviation Photographic Unit, se podle Steichenovy rady soustředili na lidskou stránku moderní války. Fotografoval letecké mechaniky v Kalifornii, včetně romantického pohledu na ženské tovární dělníky. Při dalším úkolu dokumentoval život na palubě bitevní lodi USS New Jersey. Další obrazy Jacobse zachycují mladé kadety letectví, ponížení japonských zajatců na palubě letadlové lodi nebo melancholické scény pilotů námořnictva na dovolené se svými manželkami.
Jeho fotografie jsou vtipné díky schopnosti pozorování a jeho empatii. Snímek afroamerické ženy truchlící na lavičce po Rooseveltově smrti se stala kultovní.
Když válka skončila, Jacobs a dva jeho kolegové Horace Bristol a Victor Jorgensen, stále ještě oblečený do uniforem, vešli do kanceláře společnosti Fortune a navrhli, zda by je časopis nenajal a nepřiřadil do různých koutů světa. Časopis souhlasil a bezprostyředně po skončení války byl Jacobs přidělen do Evropy.
Dokumentoval Berlín, německou poválečnou krajinu, průmyslové Porúří a nesmazatelné obrazy zničených německých měst. Strávil nějaký čas ve východní Evropě dokumentováním života za komunismu, stejně jako ve Francii, Itálii a na britských ostrovech.
Fotografie Jacobse byly součástí výstavy Family of Man, kterou vytvořil Edward Steichen v roce 1955 v Muzeu moderního umění v New Yorku, která byla završena vydáním knihy se stejným názvem. Od té doby se Jacobsovy práce objevily na několika významných výstavách a také v knize Steichen at War: The Navy's Pacific Air Battles.
Desítky jeho snímků spadají do kategorie public domain a jsou k dispozici na úložišti obrázků Wikimedia Commons.

## Galerie

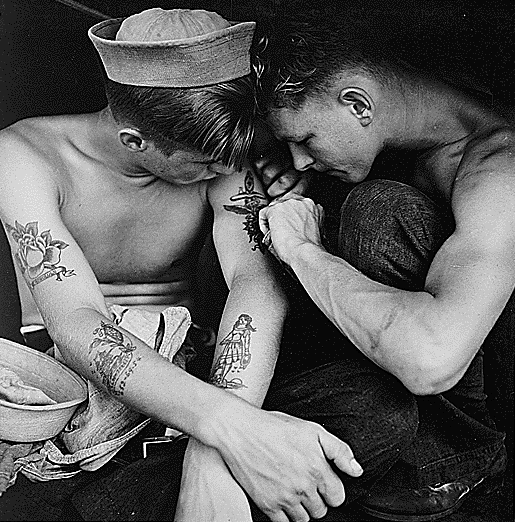
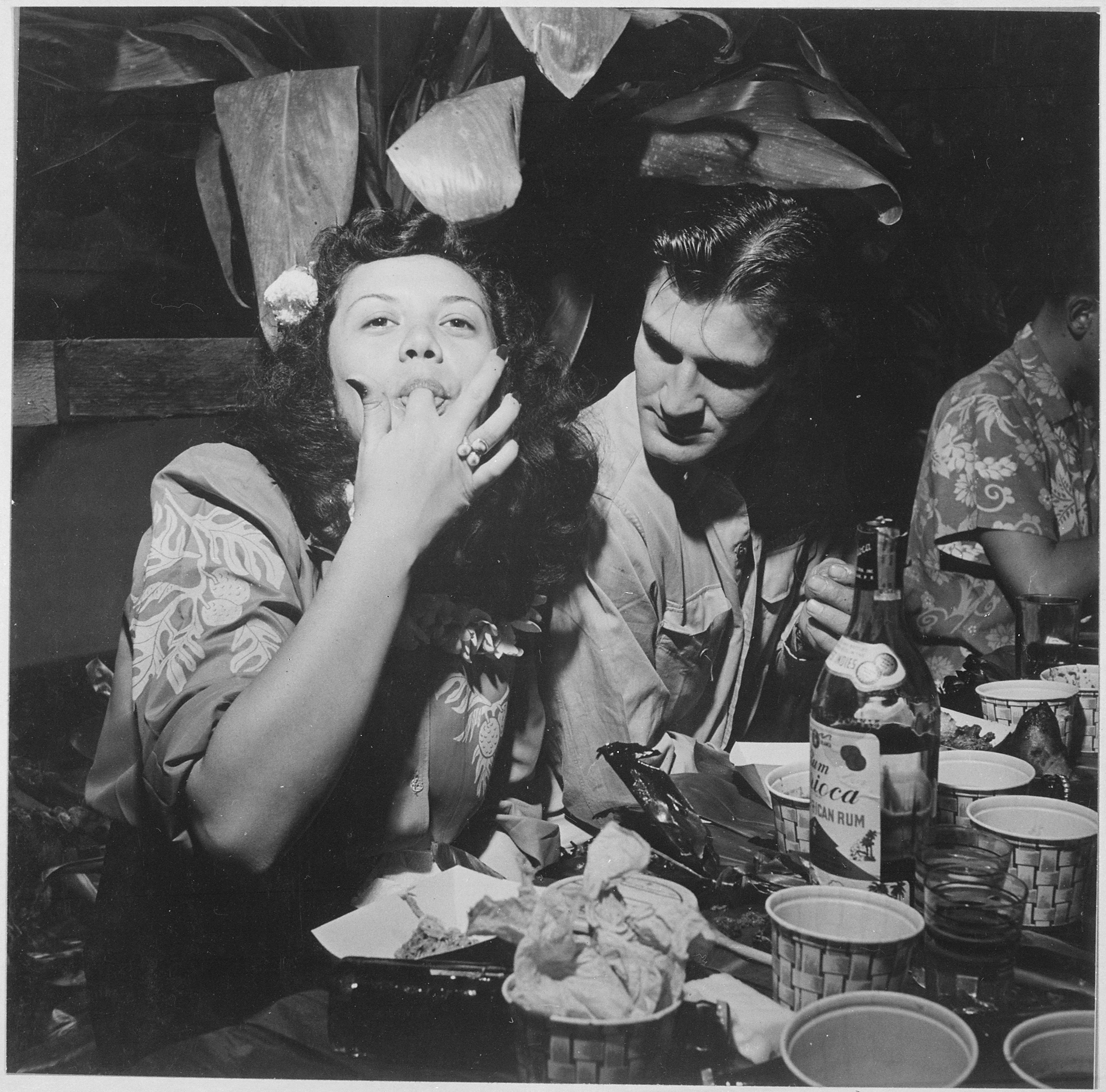
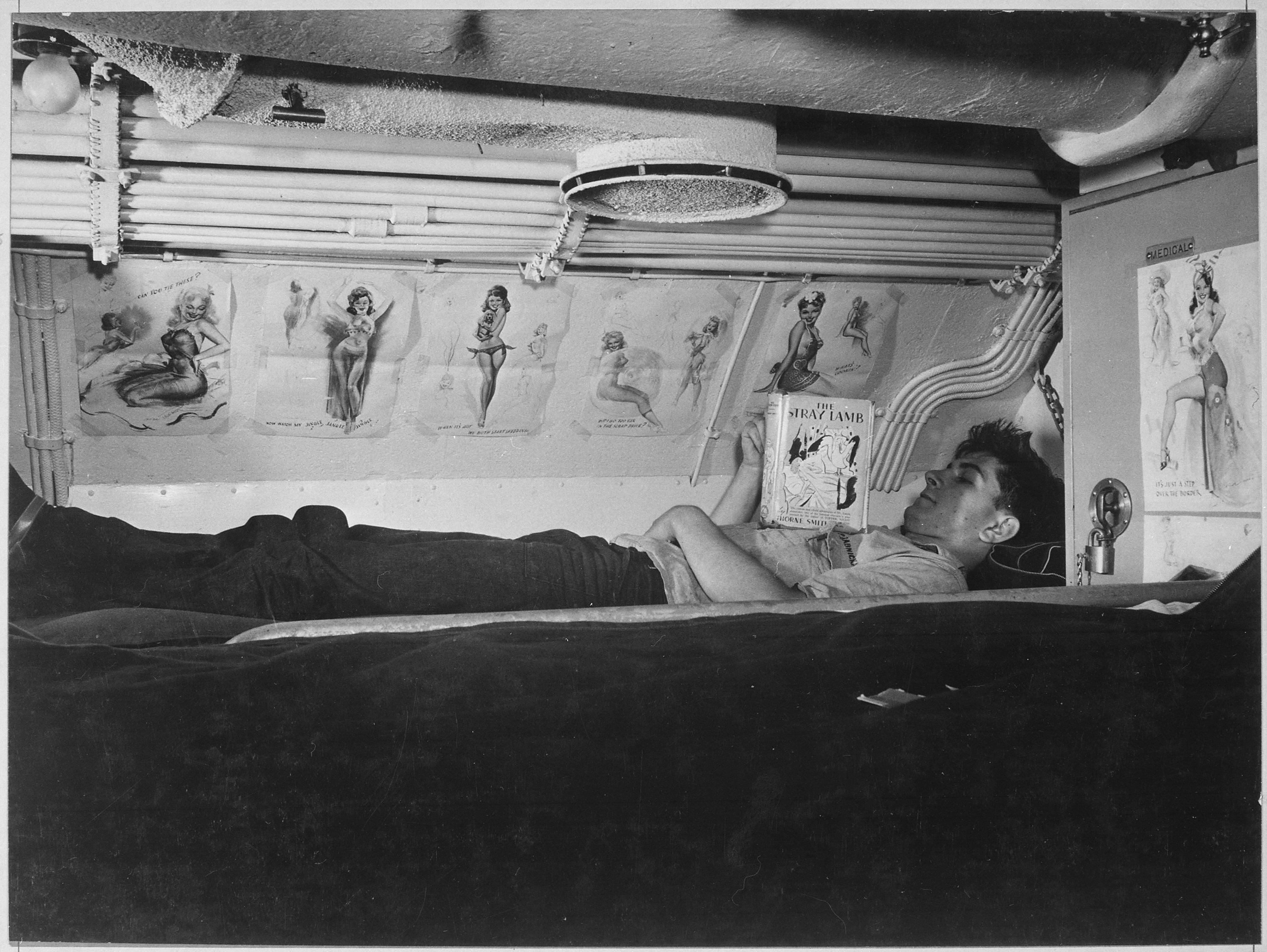
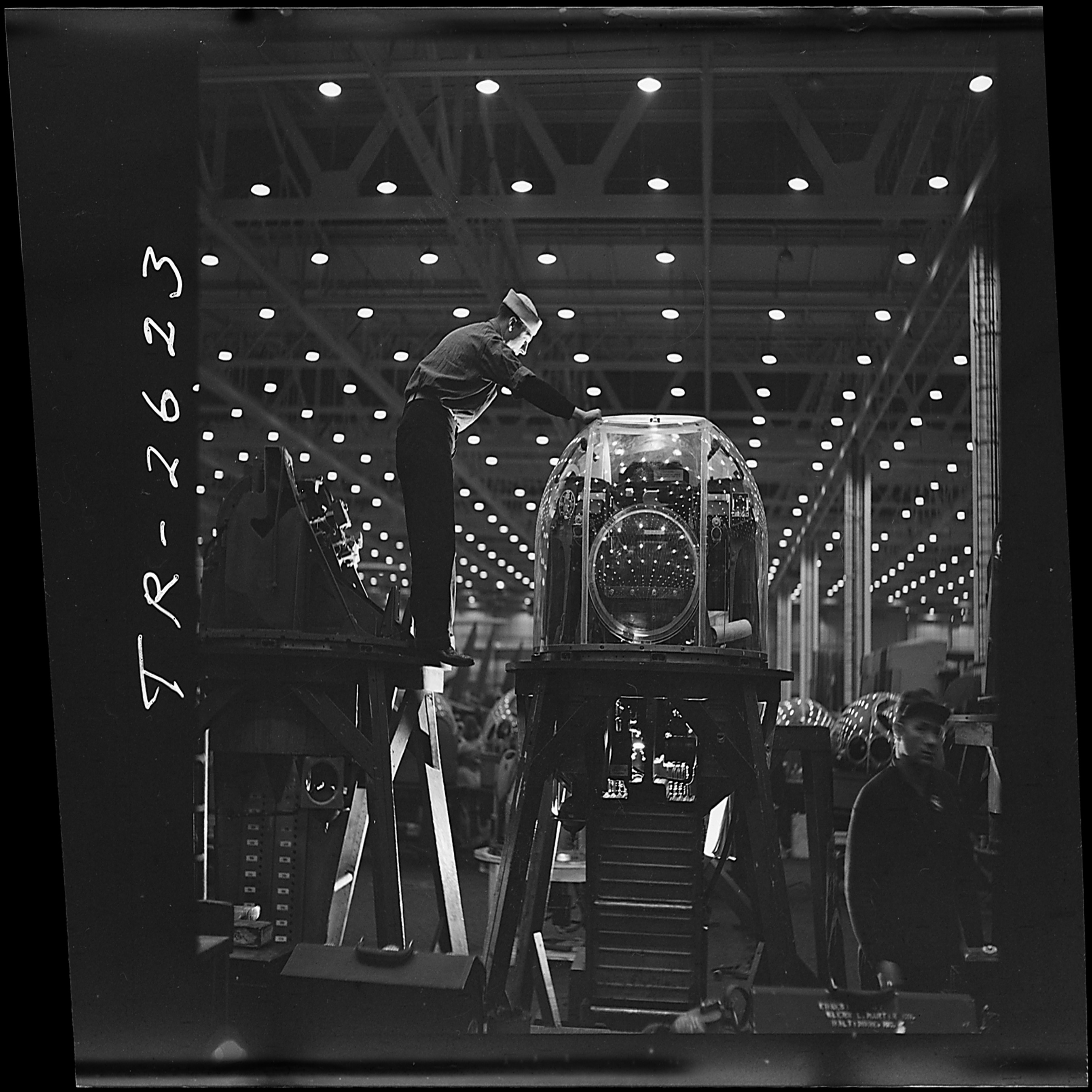
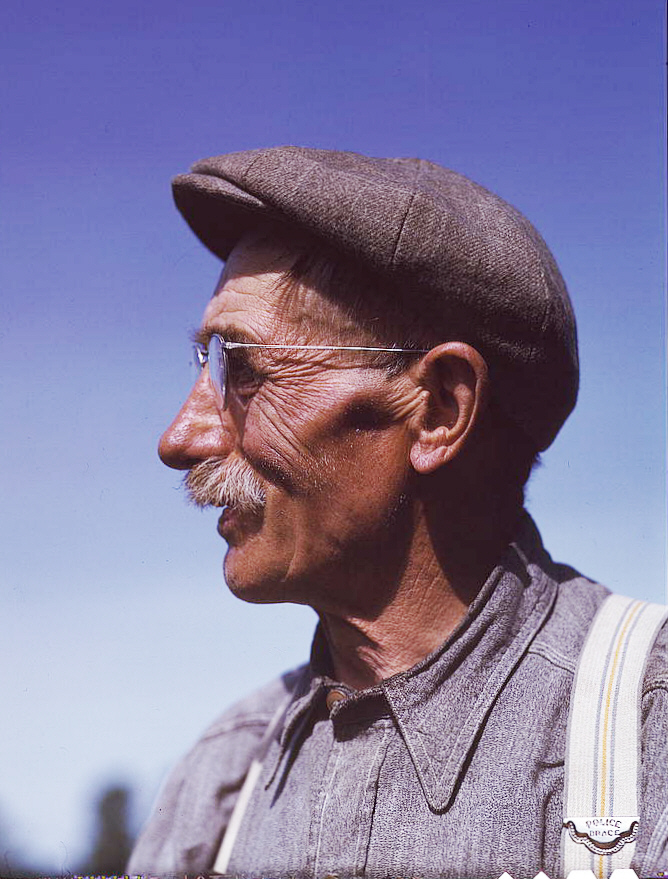
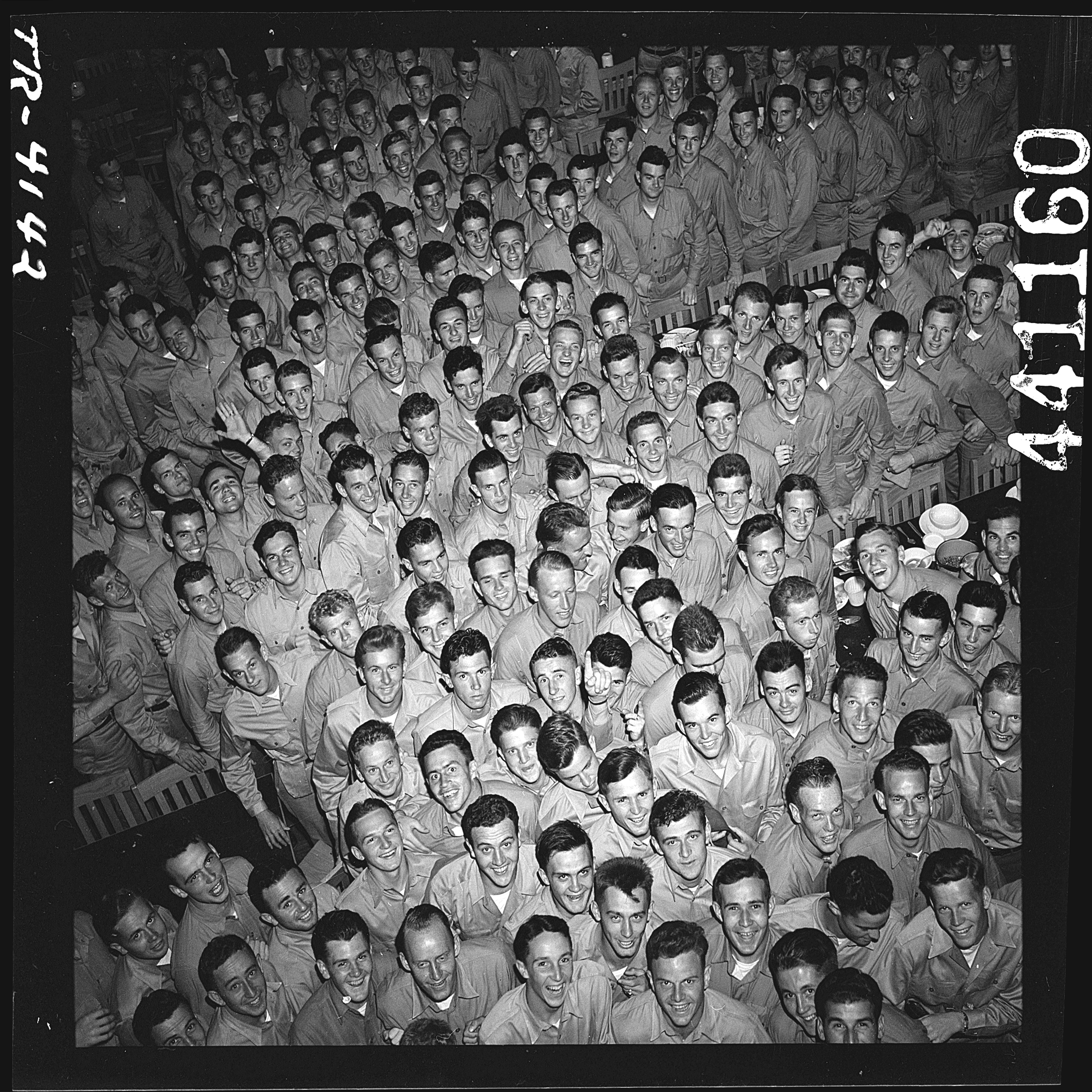